# タス・エアウェイズ
タス・エアウェイズは、キプロスのラルナカに本社を置く航空会社である。設立は2015年6月で、翌年2月14日にラルナカ国際空港からの定期便運航を開始した。主に定期便とチャーター便の両方を運航する。

## 歴史
タス・エアウェイズは2015年6月に欧米各国の投資家たちによって設立された。2016年2月14日、同社はサーブ 340を使用してラルナカからイスラエルのテルアビブとハイファへ向かう定期便の運航を開始した。同年7月、タス・エアウェイズはより大型のサーブ 2000を受領した。2017年6月、同社初のジェット機であるフォッカー 100を2機入手し、その後5機のフォッカー 70を購入した。2018年7月6日、タス・エアウェイズは「Tus＆Plus」というマイレージを開始した。
2019年9月、タス・エアウェイズが運航を終了するとの報道がされた。CEOのアンドリュー・パインは、運航終了を否定し、「運航を終了することはないが、変化はするだろう」と語った。パインは2019年夏期まで通常の運航を継続し、冬期はチャーター便の運航のみを行うと述べた。また、2020年夏までにブランド名を変更し、より大型な機種を導入する予定だとも話した。

## 就航地
2025年8月時点での就航地は以下の通り。
| 国               | 都市             | 空港                           | 備考     |
| ---------------- | ---------------- | ------------------------------ | -------- |
| キプロス         | ラルナカ         | ラルナカ国際空港               | ハブ空港 |
| キプロス         | パフォス         | パフォス国際空港               |          |
| オーストリア     | ウィーン         | ウィーン国際空港               |          |
| ブルガリア       | ソフィア         | ソフィア空港                   |          |
| フランス         | パリ             | シャルル・ド・ゴール国際空港   |          |
| ドイツ           | デュッセルドルフ | デュッセルドルフ空港           |          |
| ギリシャ         | アテネ           | アテネ国際空港                 |          |
| ギリシャ         | ハニア           | ハニア国際空港                 | 季節運航 |
| ギリシャ         | コルフ島         | コルフ国際空港                 | 季節運航 |
| ギリシャ         | イラクリオン     | イラクリオン国際空港           |          |
| ギリシャ         | ケファロニア島   | ケファロニア国際空港           | 季節運航 |
| ギリシャ         | プレヴェザ       | アクティオン空港               | 季節運航 |
| ギリシャ         | ロドス島         | ロドス国際空港                 | 季節運航 |
| イタリア         | ローマ           | ローマ・フィウミチーノ空港     |          |
| イタリア         | ナポリ           | ナポリ・カポディキーノ国際空港 |          |
| スロバキア       | ブラチスラヴァ   | ブラチスラヴァ空港             | 季節運航 |
| スロバキア       | コシツェ         | コシツェ国際空港               | 季節運航 |
| ヨルダン         | アンマン         | アンマン国際空港               | 季節運航 |
| イスラエル       | テルアビブ       | ベン・グリオン国際空港         |          |
| アラブ首長国連邦 | ドバイ           | ドバイ国際空港                 |          |

## 保有機材
2025年8月時点での保有機材は以下の通り。
| 機種            | 保有数 | 発注数 | 定員 | 備考 |
| --------------- | ------ | ------ | ---- | ---- |
| エアバスA320ceo | 3      | ―      | 180  |      |
| 計              | 3      | ―      |      |      |

### 退役機材

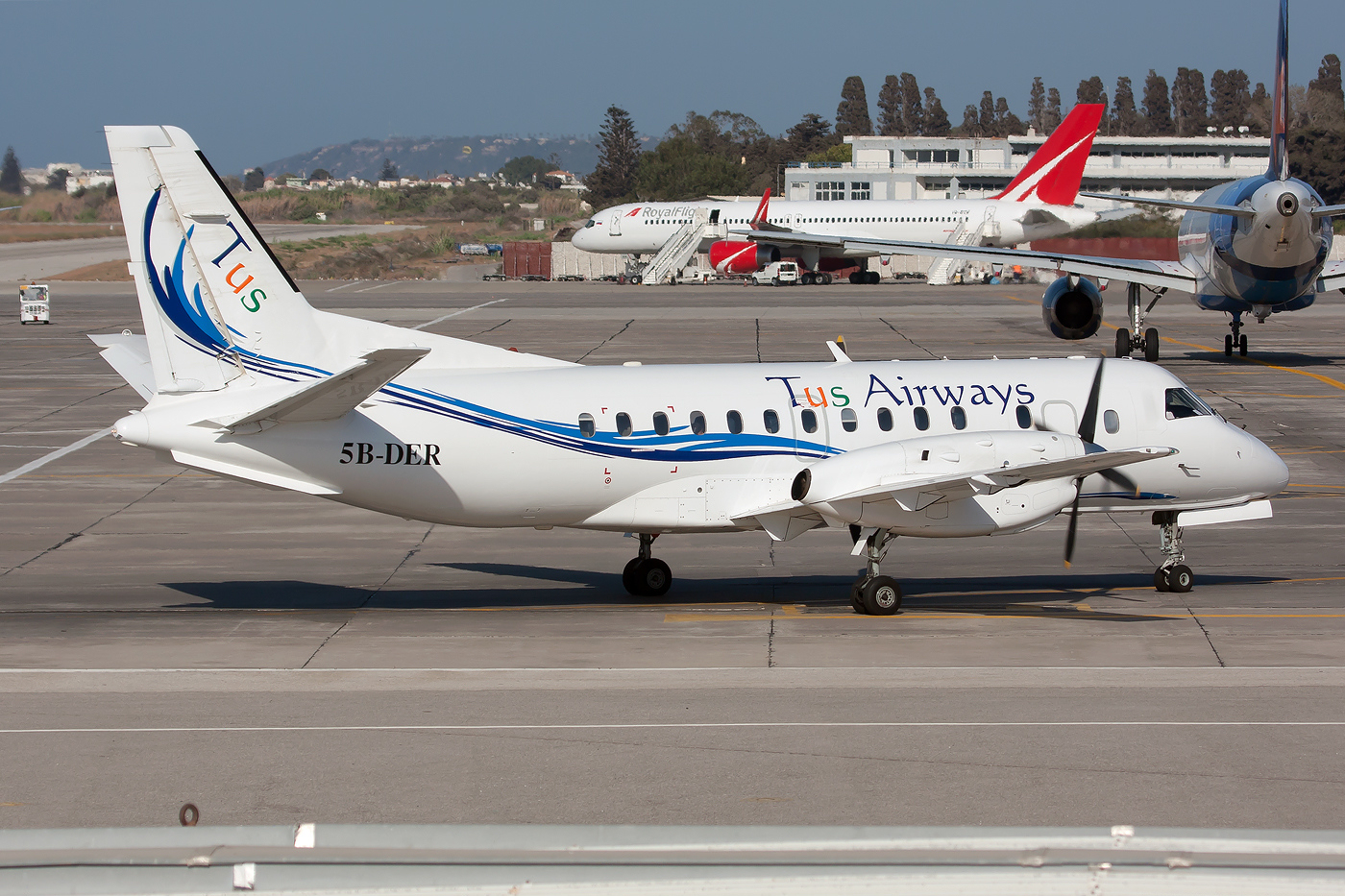
サーブ340

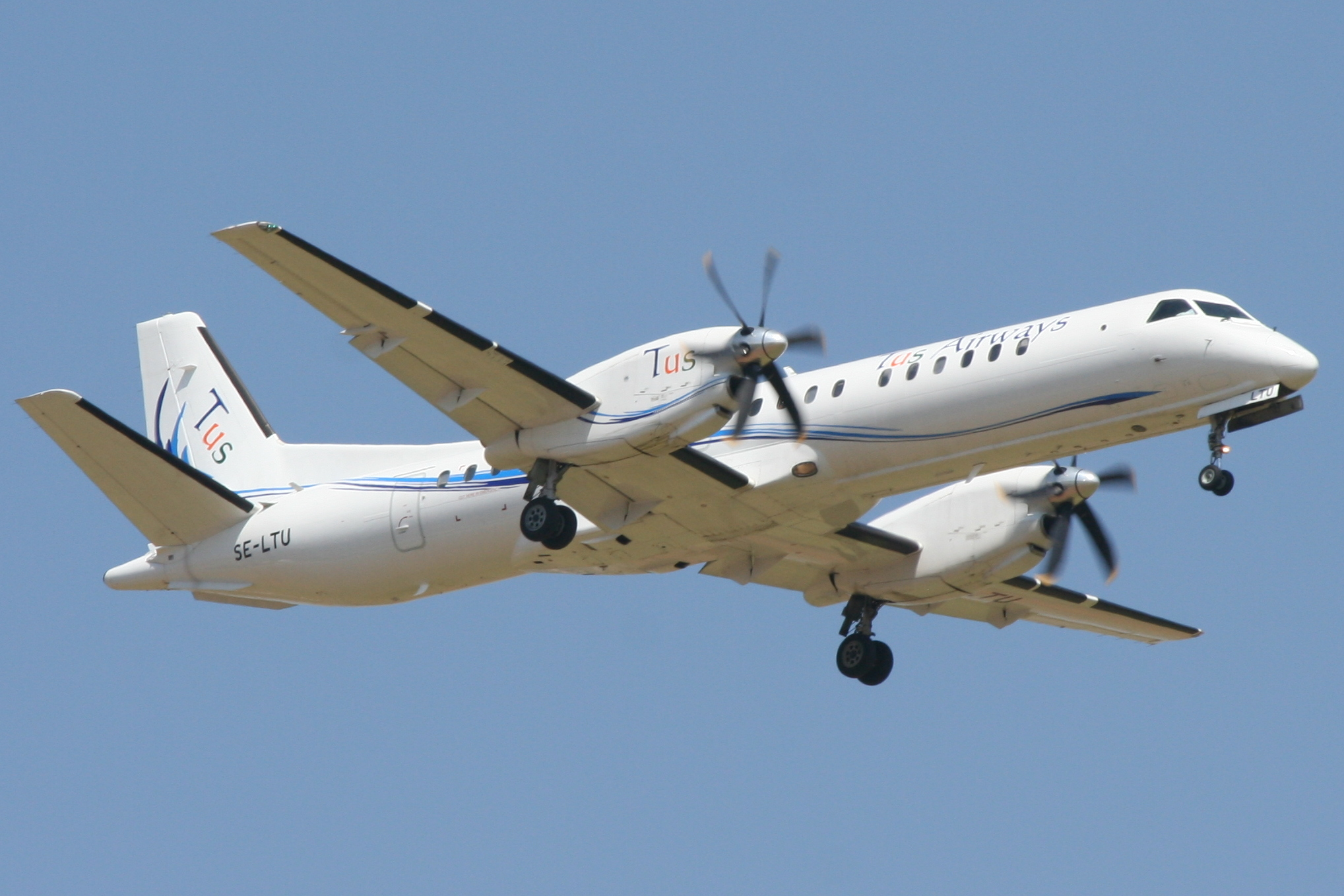
サーブ2000

フォッカー 70

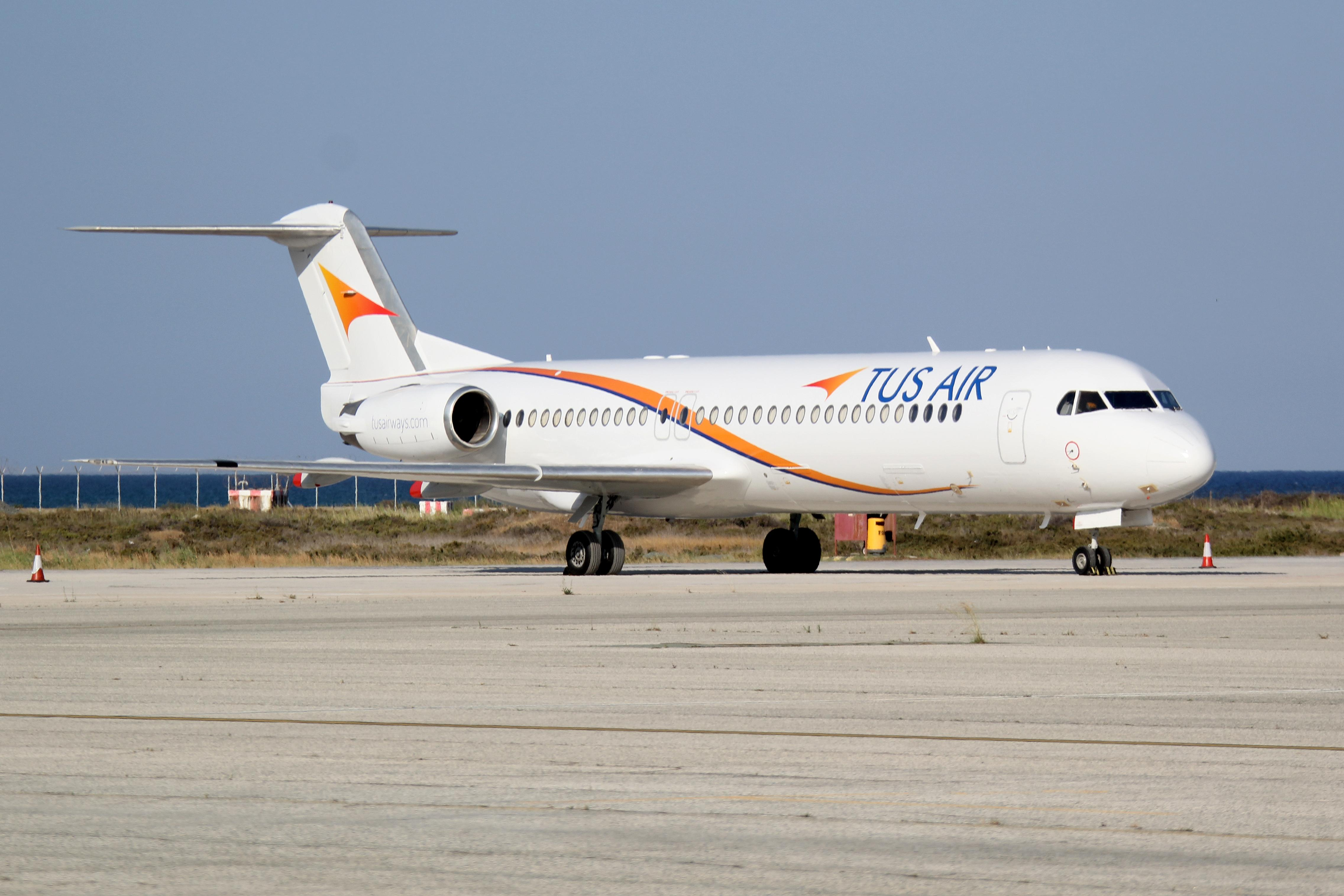
フォッカー 100

- サーブ340
- サーブ2000
- フォッカー100
- フォッカー70